# Tętniak aorty

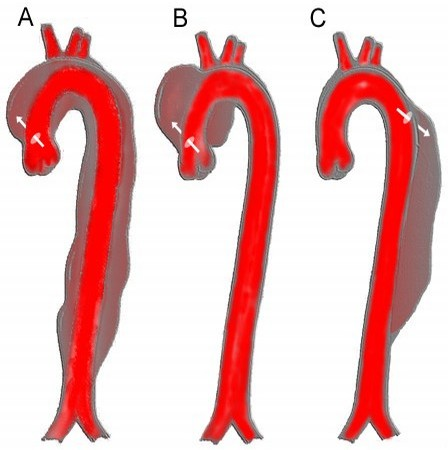
Typy rozwarstwionych tętniaków aorty:
A: De Bakey I, Stanford A;
B: De Bakey II, Stanford A;
C: De Bakey III, Stanford B

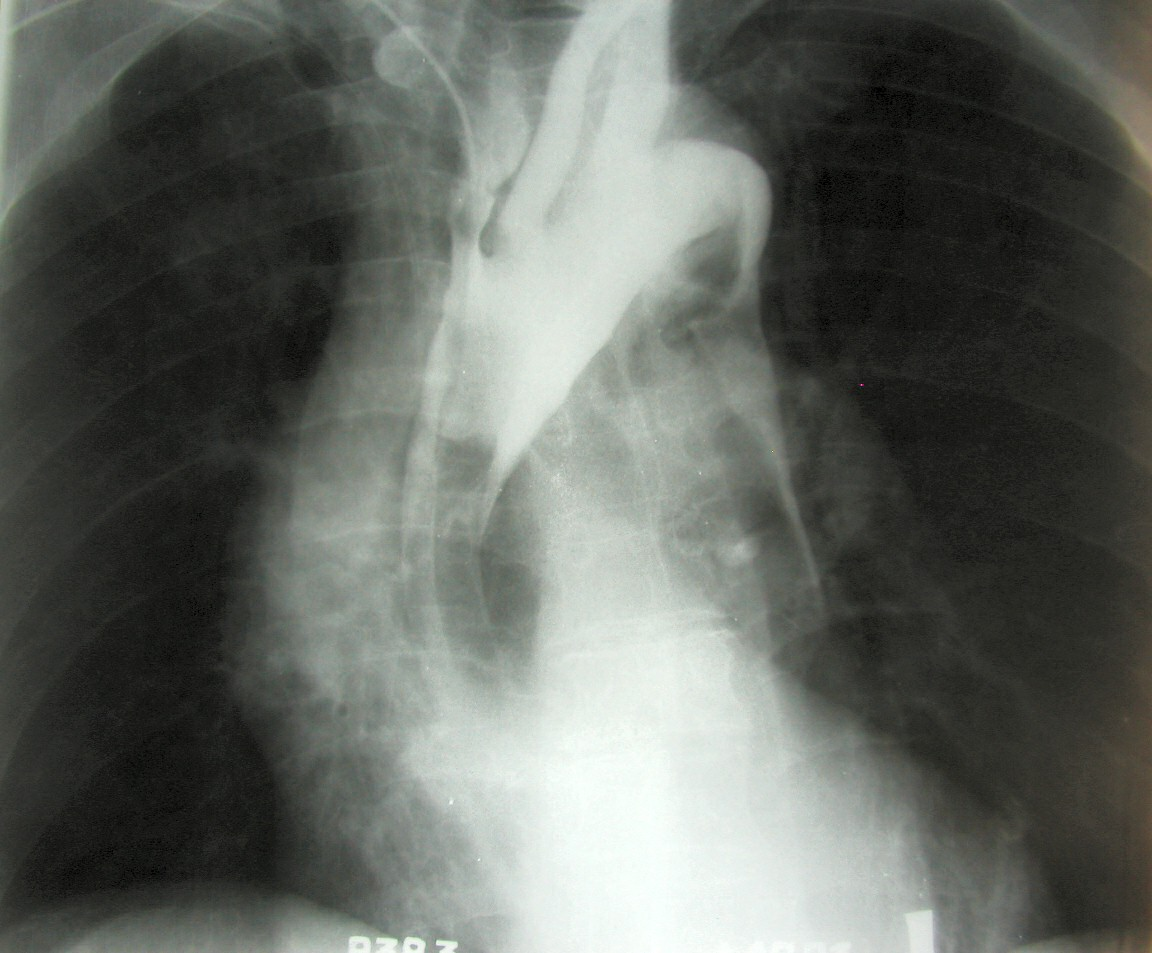
Tętniak rozwarstwiający aorty uwidoczniony w badaniu angiograficznym

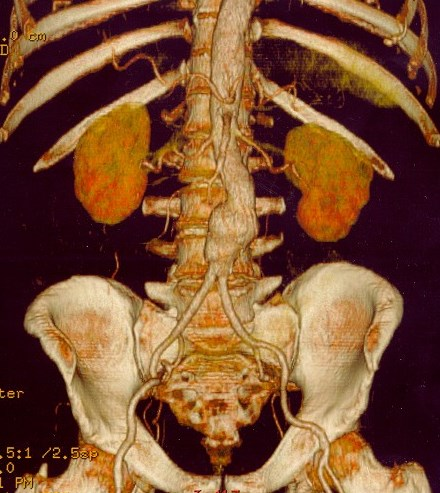
Tomografia komputerowa - rekonstrukcja 3D tętniaka aorty brzusznej

Tętniak aorty – poszerzenie aorty o ponad 50% w stosunku do jej prawidłowej średnicy.  Tętniaki mają tendencję do rozszerzania się i pękania, co stanowi stan zagrożenia życia, wymagający natychmiastowej interwencji chirurgicznej.

## Patogeneza
Tętniaki występują najczęściej jako skutek procesów miażdżycowych, urazów, nadciśnienia tętniczego, gwałtownego i dużego wysiłku, jako powikłanie procesu zapalnego. Powstanie tętniaków w zespole Marfana następuje w wyniku uszkodzenia tkanki łącznej (zespalającej) ściany aorty. Ze względu na kruche ściany aorty tętniaki aorty w zespole Marfana mają większe skłonności do pękania. Pękanie tętniaka jest stanem zagrożenia życia chorego. Dawniej tętniaki aorty były charakterystyczne dla przebiegu kiły.

## Podział

### Typy
- tętniak prawdziwy - wszystkie trzy warstwy naczynia ulegają poszerzeniu
- tętniak rzekomy - część warstw ściany naczynia pęka i wybrzusza się cienka warstwa jednej lub dwóch z nich
- tętniak rozwarstwiający

### Podział ze względu na kształt
- tętniaki workowate
- tętniaki wrzecionowate

### Podział ze względu na lokalizację
- tętniak aorty piersiowej
- tętniak aorty brzusznej
- tętniaki piersiowo-brzuszne

### Fazy rozróżniane klinicznie
- tętniak bezobjawowy
- tętniak objawowy
- tętniak pęknięty

### Tętniaki rozwarstwiające

#### PodziałDe Bakeya
- typ I – obejmuje całą aortę piersiową
- typ II – obejmuje część wstępującą aorty
- typ III – obejmuje część zstępującą aorty

#### Podział Stanford
- typ A – wrota rozwarstwienia znajdują się w aorcie wstępującej
- typ B – wrota rozwarstwienia znajdują się w aorcie zstępującej

## Objawy
Tętniak bezobjawowy nie daje dolegliwości; rozpoznawany jest w trakcie rutynowych badań diagnostycznych (np. USG) lub w trakcie diagnostyki innych chorób.
Tętniak objawowy aorty brzusznej charakteryzuje się występowaniem bólu w okolicy lędźwiowo-krzyżowej promieniującego często do krocza. W przypadku dużych tętniaków może dołączyć się pojawienie charakterystycznego, wyczuwalnego przez powłoki, tętniącego guza w jamie brzusznej. W przypadku tętniaka aorty piersiowej jedynym objawem może być narastający ból w klatce piersiowej, krwioplucie i chrypka.

## Powikłania
Najgroźniejszym powikłaniem tętniaka jest jego pęknięcie, które może doprowadzić do dużej utraty krwi i zgonu. W przypadku tętniaków aorty pęknięcie może wystąpić do jamy otrzewnowej (zgon na skutek masywnego krwotoku następuje błyskawicznie) lub do przestrzeni zaotrzewnowej. W drugim przypadku krwotok ulega często samoograniczeniu na skutek wzrostu ciśnienia w przestrzeni zaotrzewnowej i tamponady. Umożliwia to interwencję chirurgiczną. Pęknięciu towarzyszy silny ból brzucha, okolicy lędźwiowo-krzyżowej, krwiak krocza i moszny.
W przypadku tętniaka rozwarstwiającego ból wywołany rozdzielaniem się ściany aorty jest wyjątkowo silny i gwałtowny. Najczęściej towarzyszy gwałtownemu wysiłkowi lub wzrostowi ciśnienia krwi.

## Rozpoznanie
W rozpoznaniu wykonuje się badania obrazowe. Rtg klatki piersiowej, USG, tomografia komputerowa (TK), rezonans magnetyczny (MRT) są badaniami z wyboru. Stosowana jest również angiografia.

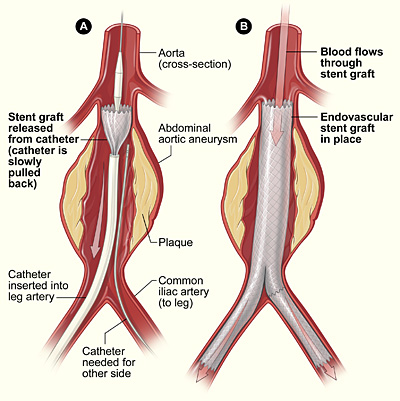
Wewnątrznaczyniowe leczenie tętniaka aorty brzusznej z użyciem endoprotezy (stentgraft)

## Leczenie
Leczenie farmakologiczne obejmuje stosowanie leków z grupy β-blokerów. Regularne przyjmowanie tych leków doustnie spowalnia tempo wzrostu tętniaków aorty brzusznej o średnicy większej niż 4 cm, jednak nie ma wpływu na częstość występowania pęknięć. Wskazane jest również leczenie farmakologiczne u pacjentów z tętniakiem aorty piersiowej oraz zespołem Marfana, gdzie lekarz może zalecić stosowanie leków takich jak Losartan.
Leczenie tętniaków aorty w przypadkach grożących pęknięciem (poszerzanie się tętniaka, bardzo duży tętniak) jest chirurgiczne i polega na jego wycięciu i wszczepieniu protezy naczyniowej z tworzywa sztucznego ((Dakron lub PTFE). Proteza może być wszczepiona przez tradycyjny dostęp chirurgiczny (z otwarciem klatki piersiowej lub brzucha), bądź wprowadzona wewnątrznaczyniowo (endoproteza naczyniowa), czyli przez światło tętnicy. Endoprotezę mocuje się (zakotwicza) przy pomocy metalowego stentu (stentgraft). Zasadniczo nie operuje się tętniaków aorty o średnicy mniejszej niż 4 cm, choć w przypadku pewnych wariantów morfologicznych (np. tętniak workowaty lub mały tętniak połączony z pęknięciem blaszki miażdżycowej ściany aorty) wskazane jest wczesne leczenie zabiegowe ze względu na zwiększone ryzyko pęknięcia takiego tętniaka. Zwykle operacja jest zalecana w przypadku bezobjawowych dużych tętniaków (powyżej 55 mm lub 60 mm), szybko rosnących tętniaków (≥5 mm w ciągu 6 miesięcy lub ≥7 mm w ciągu roku) oraz wszystkich objawowych lub pękniętych tętniaków. Po operacji zaleca się regularne kontrole za pomocą USG lub TK co 5 lat.
W przypadku tętniaków rozwarstwiających stosuje się również zszycie ścian tętnicy lub rozcięcie przegrody oddzielającej dwa kanały rozwarstwienia. Może to poprawić ukrwienie narządów, zaopatrywanych przez tętnice odchodzące od aorty. W przypadku tętniaków niezakwalifikowanych do operacji leczenie polega na eliminacji czynników ryzyka chorób sercowo-naczyniowych oraz stosowania β-blokerów, które zmniejszają progresję tętniaków aorty brzusznej o średnicy powyżej 4 cm,  ale nie zmniejszają częstości pęknięć .

## Klasyfikacja ICD10
| kod ICD10     | nazwa choroby                                                                    |
| ------------- | -------------------------------------------------------------------------------- |
| ICD-10: I71   | Tętniak aorty                                                                    |
| ICD-10: I71.0 | Tętniak rozwarstwiający tętnicy głównej (każdego odcinka)                        |
| ICD-10: I71.1 | Tętniak odcinka piersiowego tętnicy głównej, pęknięty                            |
| ICD-10: I71.2 | Tętniak odcinka piersiowego tętnicy głównej, bez wzmianki o pęknięciu            |
| ICD-10: I71.3 | Tętniak odcinka brzusznego tętnicy głównej, pęknięty                             |
| ICD-10: I71.4 | Tętniak odcinka brzusznego tętnicy głównej, bez wzmianki o pęknięciu             |
| ICD-10: I71.5 | Tętniak odcinka piersiowo-brzusznego tętnicy głównej, pęknięty                   |
| ICD-10: I71.6 | Tętniak odcinka piersiowo-brzusznego tętnicy głównej, bez wzmianki o pęknięciu   |
| ICD-10: I71.8 | Tętniak tętnicy głównej o nieokreślonym umiejscowieniu, pęknięty                 |
| ICD-10: I71.9 | Tętniak tętnicy głównej o nieokreślonym umiejscowieniu, bez wzmianki o pęknięciu |